# Martinomyia moloch
Martinomyia moloch är en tvåvingeart som först beskrevs av Hull 1962.  Martinomyia moloch ingår i släktet Martinomyia och familjen rovflugor.
Artens utbredningsområde är Bolivia. Inga underarter finns listade i Catalogue of Life.